# Iordănești, Adâncata
Iordănești, întâlnit și sub forma Ardănești (în ucraineană Йорданешти, transliterat: Iordaneștî, în rusă Иорданешты, transliterat: Iordaneștî și în germană Jordanestie) este un sat reședință de comună în raionul Adâncata din regiunea Cernăuți (Ucraina). Are 2,263 locuitori, preponderent români.
Satul este situat în partea de vest a raionului Adâncata, pe malul râului Siretul Mare. 
În perioada 1946-1995 localitatea a purtat denumirea rusă "Podlesnoe" (în rusă Подлесное) și cea ucraineană Pidlisne (în ucraineană Підлісне).

## Istorie

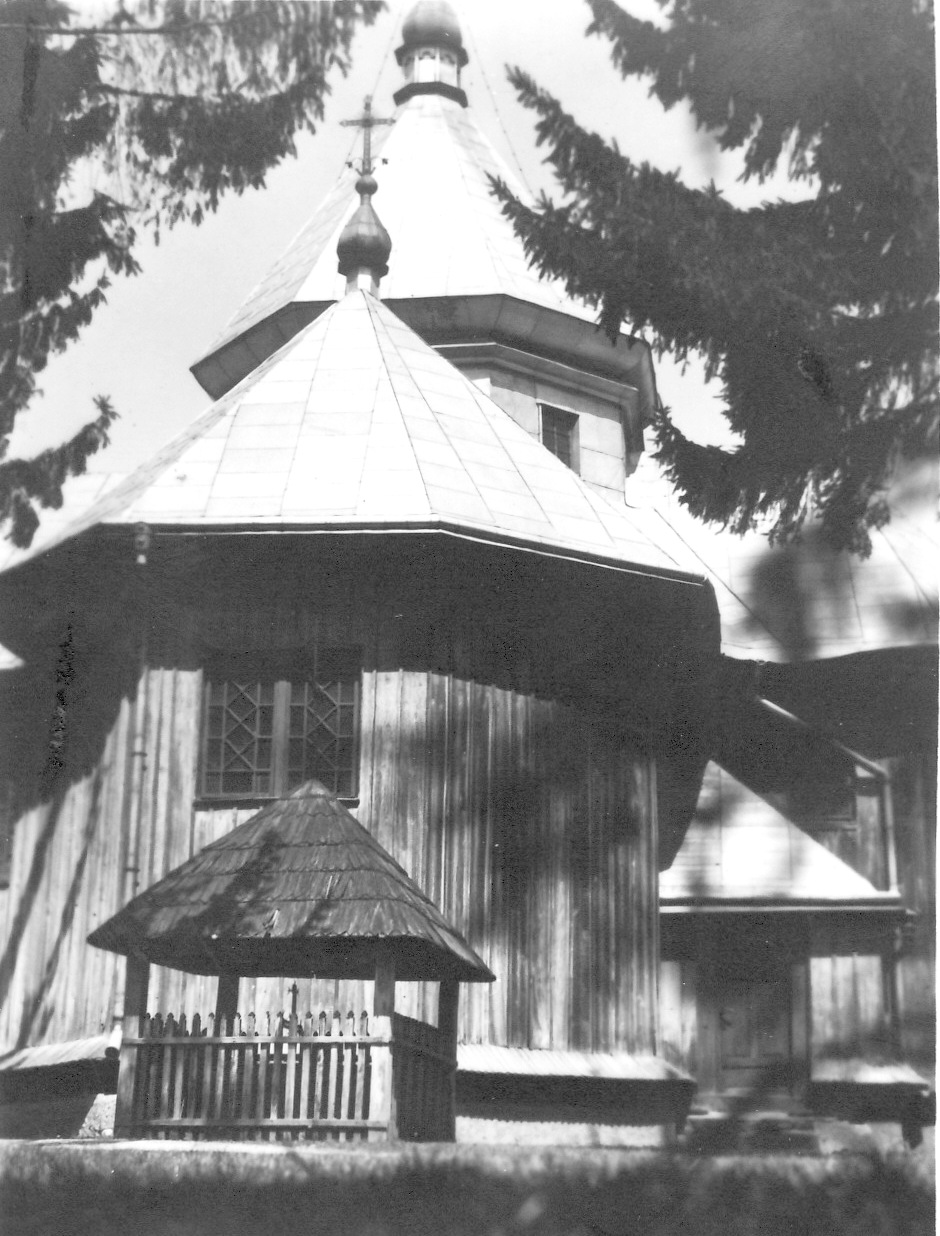
Biserica de lemn în 1936

Localitatea Iordănești a făcut parte încă de la înființare din regiunea istorică Bucovina a Principatului Moldovei. În ianuarie 1775, ca urmare a atitudinii de neutralitate pe care a avut-o în timpul conflictului militar dintre Turcia și Rusia (1768-1774), Imperiul Habsburgic (Austria de astăzi) a primit o parte din teritoriul Moldovei, teritoriu cunoscut sub denumirea de Bucovina. După anexarea Bucovinei de către Imperiul Habsburgic în anul 1775, localitatea Iordănești a făcut parte din Ducatul Bucovinei, guvernat de către austrieci, făcând parte din districtul Storojineț (în germană Storozynetz).  
După Unirea Bucovinei cu România la 28 noiembrie 1918, satul Iordănești a făcut parte din componența României, în Plasa Flondoreni a județului Storojineț. Pe atunci, majoritatea populației era formată din români. 
Ca urmare a Pactului Ribbentrop-Molotov (1939), Bucovina de Nord a fost anexată de către URSS la 28 iunie 1940. După ocuparea satului de către sovietici, mai mulți săteni au încercat să treacă în România. Ca urmare a zvonurilor lansate de NKVD că s-ar permite trecerea graniței în România, la 1 aprilie 1941, un grup mare de oameni din mai multe sate de pe valea Siretului (Pătrăuții de Jos, Pătrăuții de Sus, Cupca, Corcești și Suceveni), purtând în față un steag alb și însemne religioase (icoane, prapuri și cruci din cetină), a format o coloană pașnică de peste 3.000 de persoane și s-a îndreptat spre noua graniță sovieto-română. În poiana Varnița, la circa 3 km de granița română, grănicerii sovietici îi așteptau ascunși în pădure; au tras din plin cu mitraliere, în continuu, secerându-i. Supraviețuitorii au fost urmăriți de cavaleriști și spintecați cu sabia. Supraviețuitorii au fost arestați de NKVD din Adâncata și după torturi înfiorătoare, au fost duși în cimitirul evreiesc din acel orășel și aruncați de vii într-o groapă comună, peste care s-a turnat și s-a stins var. Conform listelor realizate mai târziu, din Iordănești au existat cel puțin 5 victime ale Masacrului de la Fântâna-Albă: Nicolae Halac a lui Simion, Ion Halac a lui Dumitru, Dumitru Halac a lui Grigore, Dumitru Opaiț a lui Mihai, Constantin Molnar. etc. . 
Bucovina de Nord a reintrat în componența României în perioada 1941-1944, fiind reocupată de către URSS în anul 1944 și integrată în componența RSS Ucrainene. În anul 1946, autoritățile sovietice au schimbat denumirea satului în cea de Pidlisne. 
Începând din anul 1991, satul Iordănești face parte din raionul Adâncata al regiunii Cernăuți din cadrul Ucrainei independente. La recensământul din 1989, numărul locuitorilor care s-au declarat români plus moldoveni era de 1.925 (1.915+10), reprezentând 95,58% din populația localității . 
Prin Decizia nr. 133 din 2 martie 1995, Rada Supremă a Ucrainei a schimbat denumirea satului din cea de Pidlisne în cea purtată anterior de Iordănești . În prezent, satul are 2.263 locuitori, preponderent români.

## Demografie
Componența lingvistică a comunei Iordănești
     Română (96,15%)
     Ucraineană (3,36%)
     Alte limbi (0,49%)
Conform recensământului din 2001, majoritatea populației comunei Iordănești era vorbitoare de română (96,15%), existând în minoritate și vorbitori de ucraineană (3,36%).
1989: 2.014 (recensământ)
2007: 2.263 (estimare)

## Recensământul din 1930
Componența etnică a comunei Iordănești (județul Storojineț)
     Români (91,3%)
     Evrei (4,65%)
     Ruteni (1,59%)
     Polonezi (2,16%)
     Altă etnie (0,3%)
Componența confesională a comunei Iordănești
     Ortodocși (92%)
     Romano-catolici (2,06%)
     Mozaici (4,65%)
     Greco-catolici (1,08%)
     Altă religie (0,21%)
Conform recensământului efectuat în 1930, populația comunei Iordănești se ridica la 2.127 locuitori. Majoritatea locuitorilor erau români (91,30%), cu o minoritate de evrei (4,65%), una de ruteni (1,59%) și una de polonezi (2,16%). Alte persoane s-au declarat: maghiari (1 persoană), germani (3 persoane) și ruși (2 persoane). Din punct de vedere confesional, majoritatea locuitorilor erau ortodocși (92,00%), dar existau și romano-catolici (2,06%), mozaici (4,65%) și greco-catolici (1,08%). Alte persoane au declarat: evanghelici\luterani (1 persoană) și fără religie (3 persoane).

## Personalități
- Mircea Lutic (n. 1939) - poet, publicist, traducător și ziarist român din Ucraina, membru al Uniunii Scriitorilor din Ucraina și al aceleia din Republica Moldova